# Leptolalax kecil
Leptolalax kecil es una especie de anfibio anuro de la familia Megophryidae.

## Distribución geográfica
Esta especie es endémica del estado de Pahang en Malasia peninsular. Habita entre los 900 y 1522 m s. n. m.

## Publicación original
- Matsui, Belabut, Ahmad & Yong, 2009 : A new species of Leptolalax (Amphibia, Anura, Megophryidae) from peninsular Malaysia. Zoological Science, vol. 26, n.º 9, p. 243-247.[4]